# Ablassé Ouedraogo
Pour les articles homonymes, voir Ouedraogo.
 (mai 2022).
 (février 2021).
Si vous disposez d'ouvrages ou d'articles de référence ou si vous connaissez des sites web de qualité traitant du thème abordé ici, merci de compléter l'article en donnant les références utiles à sa vérifiabilité et en les liant à la section « Notes et références ».
Ablassé Ouedraogo est un économiste et homme politique burkinabè, né le 30 juin 1953 à Dabaré au Burkina Faso (à l'époque dans la colonie de Haute-Volta).

## Introduction
Ablassé Ouédraogo est un économiste, diplomate et homme politique burkinabé, né le 30 juin 1953 à Dabaré, Département de Pabré dans la Province du Kadiogo au Burkina Faso. Fort d’une riche carrière dans le développement, la diplomatie et la politique, il est actuellement Président du parti Le Faso Autrement, et candidat à l’élection présidentielle du 29 novembre 2015. Ablassé Ouédraogo est le fondateur du Parti Le Faso Autrement (en) qui est d’idéologie libérale centriste. Le Parti a obtenu son récépissé d’existence le 12 septembre 2011 et a pour devise : « Rien n’arrête une idée arrivée à son heure ». Le 25 décembre 2023, Ablassé Ouedraogo est appréhendé par la police à son domicile et aurait reçu un ordre de réquisition militaire envoyé par le pouvoir de transition burkinabé l’obligeant à se rendre au front contre le terrorisme..

## Jeunesse et Formation
Fils de cultivateur, Ablassé Ouédraogo est issu de l’ethnie mossi et est de confession musulmane. Il a poursuivi ses études primaires à l’école primaire publique du Cercle de Boussé et ses études secondaires au Lycée Philippe Zinda Kaboré de Ouagadougou. Titulaire du Baccalauréat série B (Sciences Economiques), Ablassé Ouédraogo obtient une bourse de l’Association des Universités Africaines pour entamer des études supérieures de Sciences Economiques à l’Université Nationale du Gabon, à Libreville, de 1973 à 1975. Il y obtiendra le Diplôme d’Etudes Economiques Générales (DEEG). Ensuite, il poursuivra ses études de deuxième et troisième cycles en économie à l’Université de Nice en France de 1975 à 1981. Il soutiendra sa thèse de Doctorat de 3e cycle en Sciences Economiques, option « Economie du développement » de l’Université de Nice, avec la mention Très honorable et Félicitations du Jury le 15 décembre 1981. Sa thèse portait sur « Les firmes multinationales et l’industrialisation des pays en développement ». De retour au pays en janvier 1982, Ablassé Ouédraogo a enseigné l’économie à l’Ecole Supérieure des Sciences Economiques (ESSEC aujourd’hui UFR-SEG) de l’Université de Ouagadougou de janvier 1982 à juillet 1982 avant de se lancer dans une carrière au sein des institutions internationales.

## Carrière politique
Participation au gouvernement
Ablassé Ouédraogo a été Ministre des Affaires Etrangères du Burkina Faso de mars 1994 à février 1999, puis Conseiller Spécial du Président du Faso de février à novembre 1999. À ce titre, il a œuvré à la réorientation stratégique de la politique extérieure du pays à travers l’élaboration du concept de « Diplomatie de Développement » ainsi qu’à sa pleine mise en œuvre. Cela a permis d’une part, de mobiliser plus de ressources pour le développement et redynamiser l’économie locale, et d’autre part d’améliorer l’image de terre d’accueil du pays tout en renforçant la place du Burkina Faso dans le concert des nations au niveau mondial, continental et sous-régional. Au titre des nombreux exemples, le Burkina Faso a ainsi assuré la Présidence en exercice de l’Organisation de l’Unité Africaine pour la première fois en 1998-1999. Le pays a aussi abrité de nombreux grands événements internationaux tels que le Sommet des Chefs d’Etat et de Gouvernement d’Afrique et de France en décembre 1996, la Coupe d’Afrique des Nations en février 1998, et le Sommet des Chefs d’Etat et de Gouvernement de l’Organisation de l’Unité Africaine en juillet 1998 et d’autres grandes réunions ministérielles sectorielles.
Ablassé Ouédraogo s’est également fortement impliqué dans les efforts de paix et de développement en Afrique. Il a notamment contribué à la résolution de la rébellion touarègue au Niger et au Mali, et des conflits au Libéria, en Guinée Bissau et en Sierra Leone, ainsi qu’au Burundi et entre l’Ethiopie et l’Erythrée durant cette période.
Entrée dans l’opposition politique burkinabé
Observant les dérives du régime du Président Blaise Compaoré et souhaitant apporter sa contribution, Ablassé Ouédraogo décide de se lancer officiellement en politique dans les rangs de l’opposition en fondant son parti, le Faso Autrement, un parti d’idéologie libérale centriste en juin 2011.
Ablassé Ouédraogo envisage la transformation politique, économique et sociale du Burkina Faso, ensemble et autrement, en vue de poursuivre les progrès socio-économiques pour tous dans un cadre stable et sécuritaire. Au cœur de la stratégie, le développement du capital humain constitue le point d’ancrage pour assurer une croissance inclusive et un développement durable pour tous les Burkinabé. Il fait du partage plus juste et équitable des fruits de la croissance et du développement son credo.
En décembre 2012, Ablassé Ouédraogo est élu pour la première fois, Député de l’Assemblée Nationale du Burkina Faso dans la 5e législature de la 4e République, représentant dans l’hémicycle son parti nouvellement créé. À ce titre, il a contribué à améliorer le travail de l’Institution et à renforcer le débat politique des Parlementaires à travers les contributions pertinentes de l’Opposition Politique burkinabé. Il a également joué un rôle important et décisif dans la lutte contre la modification de l’article 37 de la Constitution burkinabé portant sur la limitation des mandats présidentiels en étant le coordonnateur national des manifestations de l’Opposition politique à Ouagadougou, et dont la dernière et la plus mémorable a été celle du mardi 28 octobre 2014.
Insurrection populaire des 30-31 octobre 2014 et Transition
Ablassé Ouédraogo a joué un rôle de premier plan dans la gestion de la crise politique des 30-31 octobre 2014 qui a mis fin au régime de 27 ans du Président Blaise Compaoré et conduit le pays dans une période de douze (12) mois de transition au cours de laquelle l’objectif ultime est l’organisation d’élections couplées législatives et présidentielle justes, équitables et transparentes le 11 octobre 2015, en vue de répondre aux aspirations de la population burkinabè pour l’alternance et le changement.
Son rôle clef dans la gestion de la crise et dans la mise en place de la transition politique du pays a démontré ses capacités de leader et gestionnaire des intérêts de la nation pour préserver la paix sociale, la stabilité et la sécurité.
Ablassé Ouédraogo a notamment facilité et participé à la rédaction de la Charte de la Transition tout en menant les consultations et médiations nécessaires avec tous les acteurs majeurs de la crise et les négociations avec les facilitateurs de la Communauté internationale, permettant ainsi de restaurer en l’espace de quinze (15) jours l’ordre constitutionnel et la stabilité dans le pays. En plus d’avoir été Co-Rapporteur de la Commission de Rédaction de la Charte de la Transition, Ablassé Ouédraogo a été membre du Collège de désignation du Président de la Transition.
En juin 2015, Ablassé Ouédraogo a été investi par le Faso Autrement pour mener son projet de société dans la course à l’élection présidentielle et l’équipe à la conquête de l’Assemblée Nationale.
En Septembre 2015, Ablassé Ouédraogo s’est une fois de plus illustré avec son expérience de médiateur et de gestionnaire de conflits en contribuant aux efforts qui ont permis de préserver la paix et la stabilité au Burkina Faso à la suite du coup d’état manqué du 17 septembre 2015 de l’ex-Régiment de Sécurité Présidentielle (ex-RSP). Homme de rassemblement, de réconciliation, de tolérance et de pardon, il a œuvré à cette occasion pour l’apaisement et ainsi contribuer à éviter l’affrontement entre les militaires  et le chaos.

## Carrière internationale
Au sein des institutions internationales, Ablassé Ouédraogo a occupé de nombreuses fonctions de haut rang dans lesquelles, il a également beaucoup œuvré pour la gestion des crises et des conflits ainsi que pour la promotion du développement, le maintien de la paix et de la sécurité.
De 1982 à 1994, Ablassé Ouédraogo a travaillé au Programme des Nations unies pour le Développement (PNUD) où il a occupé successivement les postes d’Administrateur adjoint pour l’Organisation des Nations unies pour le Développement Industriel à Niamey (Niger) de 1982 à 1984 ; Chargé de Programme à Conakry (Guinée) de 1984 à 1986, Représentant Résident adjoint auprès de l’Organisation de l’Unité Africaine (OUA) et de la Commission Economique des Nations unies pour l’Afrique (CEA), à Addis Abéba (Ethiopie) de 1986 à 1988 ; Représentant Résident p.i. à Brazzaville (Congo) de 1988 à 1991; Représentant Résident Adjoint à Kinshasa (Zaïre aujourd’hui République Démocratique du Congo) et Directeur régional du Bureau pour l’Afrique de l’Est du Bureau des Nations unies pour la Région Soudano-Sahélienne (BNUS) à Nairobi au Kenya. Durant cette période, Ablassé Ouédraogo a contribué à la mise en œuvre de plusieurs programmes de développement multi-sectoriels tout en participant aux processus de négociations menant à l’indépendance de la Namibie ainsi qu’à la médiation pour le retour de la paix et la stabilité au Zaïre au début des années 1990.
De 1999 à 2002, Ablassé Ouédraogo a été le premier africain à occuper les fonctions de Directeur général adjoint de l’Organisation mondiale du commerce (OMC).  En novembre 2000, il a notamment organisé pour la première fois dans l’histoire une conférence des ministres africains chargés du commerce, à Libreville au Gabon, sous l’égide de l’OMC. Il a également apporté sa contribution dans divers forums majeurs sur les questions de développement et du commerce lors des Conférences Ministérielles de l’OMC à Seattle en novembre 1999, à Doha en novembre 2001, et à la Conférence Internationale sur le financement du développement à Monterey en mars 2002.
De décembre 2003 à juillet 2007, Ablassé Ouédraogo a occupé les fonctions de Conseiller Supérieur pour l’Afrique du Président du Groupe de la Banque Africaine de Développement (BAD). À ce titre, il a notamment représenté le groupe de la BAD aux pourparlers de paix au Darfour, en assurant le rôle de Président de la Commission sur le Partage des Richesses. Ces négociations ont abouti à la signature de l’Accord de Paix sur le Darfour le 5 mai 2006, à Abuja, au Nigéria.
D’août 2007 à juin 2008, Ablassé Ouédraogo a été Conseiller Spécial du Président de la Commission de la Communauté Economique des Etats de l’Afrique de l’Ouest (CEDEAO) pour les négociations commerciales. À ce titre il a contribué aux négociations sur les Accords de Partenariat Economique entre l’Union européenne et la CEDEAO et a aussi contribué à faire avancer la cause des pays producteurs de coton dans les négociations multilatérales à l’Organisation mondiale du commerce (OMC).
Entre 2008 et 2009, Ablassé Ouédraogo a participé à plusieurs missions de bons offices pour le compte du Président de la Commission de l’Union Africaine dans la médiation entre le Tchad et le Soudan. Cela a permis de renouer les relations fraternelles et diplomatiques entre ces deux pays.
De février à décembre 2009, Ablassé Ouédraogo était l’Envoyé Spécial du Président de la Commission de l’Union Africaine pour Madagascar. Sous son impulsion, les protagonistes de la crise malgache ont signé le 6 novembre 2009 au siège de la Commission de l’Union Africaine à Addis Abéba, l’Acte Additionnel d’Addis Abéba à la Charte de la Transition malgache signée le 9 août 2009 à Maputo (Mozambique). Cet Acte Additionnel a réglé la question du partage du pouvoir.

## Engagements dans le secteur privé, l'enseignement supérieur et la recherche
Ablassé Ouédraogo est actif dans la consultance internationale, la sécurité routière et le secteur des loisirs. Il est Administrateur Général de ZOODO International, une Agence Conseil en Relations et Stratégies Internationales qu’il a créé en 2008.
Ablassé Ouédraogo a apporté son expertise sur la diversité culturelle à l’Organisation Internationale de la Francophonie (OIF) dans la préparation et l’adoption de la Convention Internationale sur la Diversité Culturelle de l’UNESCO en 2003.
Ablassé Ouédraogo est un grand amateur et défenseur de la culture. À ce titre, il s’est investi dans la promotion de l’art musical en organisant les états généraux de la musique burkinabé en septembre 2011 et a participé avec des artistes musiciens à la composition d’œuvres musicales comme tout récemment l’hymne du Parti « Le Faso Autrement ».
L’engagement d’Ablassé Ouédraogo dans l’éducation, la formation et la recherche s’illustre par ses contributions dans l’enseignement universitaire et notamment sa participation de juillet 2007 à août 2008, au Conseil d’Administration du Centre International pour l’Agriculture Tropicale (CIAT). Dans ce cadre, il a contribué à promouvoir la recherche dans le domaine de l’agriculture en Afrique.
Egalement, Ablassé Ouédraogo a occupé de septembre 2010 à juin 2013, le poste de Président du Conseil d’Administration du Nouveau Programme de Troisième Cycle Interuniversitaire (NPTCI) en Economie pour les universités de l’Afrique centrale et de l’ouest.
Engagements pour le développement des communautés rurales
Ablassé Ouédraogo s’est beaucoup investi dans les activités d’autonomisation des populations rurales notamment en facilitant l’accès à l’eau, l’énergie solaire et la santé dans les villages. Fin connaisseur des valeurs de l’éducation et du travail, Ablassé Ouédraogo a encouragé et facilité l’accès à l’école publique et religieuse dans les communautés rurales tout en favorisant l’accès à la culture pour les jeunes. Par l’éducation et le travail, chaque jeune peut tracer son avenir et contribuer au développement du pays.
Fervent défenseur des droits de la femme, il est engagé pour l’autonomisation des femmes dans les communautés rurales et urbaines. Dans les communautés rurales, il a soutenu les activités génératrices de revenu pour les femmes alliant la production agricole et l’énergie solaire. À travers son style de gestion et son leadership, Ablassé Ouédraogo s’assure de toujours impliquer les femmes et les jeunes dans son équipe. Il se définit, même si cela l'est par trop paroissial, comme le mossi musulman du Plateau Central et fils de musulman, casquette qui le préposait comme le meilleur candidat aux élections présidentielles de novembre 2015. Cela lui a-t-il porte bonheur? C'est peut-être trop tôt pour l'affirmer ou pour l'infirmer.

## Distinctions
Officier de l’Ordre National du Burkina Faso en décembre 1997.

Officier de l’Ordre National Equatorial du Gabon en novembre 2000.